# 神政桥乡
神政桥乡，是中华人民共和国江西省吉安市新干县下辖的一个乡镇级行政单位。

## 行政区划
神政桥乡下辖以下地区：
神政桥社区、桥头村、庄上村、松溪村、湖田村、樟树下村和玉桥村。